# Associazione Calcio Treviso 1939-1940
Questa voce raccoglie le informazioni riguardanti l'Associazione Calcio Treviso nelle competizioni ufficiali della stagione 1939-1940.

## Stagione
Nella stagione 1939-40, il Treviso chiude un decennio passato nei primi posti della classifica con un campionato in zona retrocessione, che il Treviso evita per 4 posti.
L'allenatore della stagione è Pál Szalay, ungherese, che continua quindi la dinastia degli allenatori austro-ungheresi alla guida del Treviso.
Si cambia due volte presidente: a dicembre viene nominato Lino Monico, che durerà fino alla nomina di Bruno Monti, cavaliere in carica dal gennaio 1940.
La stagione difficile è figlia del mercato estivo, attivo soprattutto in uscita, con le cessioni del bomber Maran II alla Reggiana e l'ala sinistra Appiani all'Atalanta.
Grossi investimenti nel vivaio quindi, e arriva a Treviso il bolognese Eros Roncareli, miglior realizzatore della stagione con 8 gol in 21 partite.
Il Treviso chiude al decimo posto il primo campionato con i numeri sulle maglie, proprio nell'anno dell'entrata in guerra dell'Italia (11 giugno 1940).
In Coppa Italia finalmente il Treviso riesce a superare i primi due turni contro la Giovinezza di Sacile, ritirata, e la Marzotto Valdagno), ma perde nuovamente a Vicenza con i padroni di casa per 5-1.

## Rosa
| N. |                   | Ruolo | Calciatore         |
| -- | ----------------- | ----- | ------------------ |
|    | Italia (bandiera) | D     | Cesare Benedetti   |
|    | Italia (bandiera) | D     | Giovanni Carniello |
|    | Italia (bandiera) | C     | Elio Chinol        |
|    | Italia (bandiera) | A     | Silvio Colelli     |
|    | Italia (bandiera) | P     | Gino De Biasi      |
|    | Italia (bandiera) | C     | M. De Zardo        |
|    | Italia (bandiera) | A     | Virginio Dotto     |
|    | Italia (bandiera) | A     | Mario Drusian      |
|    | Italia (bandiera) | D     | Erminio Favaro     |
|    | Italia (bandiera) | C     | Leone Gerlin       |
|    | Italia (bandiera) | C     | Girolamo Lovato    |

| N. |                   | Ruolo | Calciatore        |
| -- | ----------------- | ----- | ----------------- |
|    | Italia (bandiera) | D     | Romeo Maran       |
|    | Italia (bandiera) | A     | Gilio Meneghelli  |
|    | Italia (bandiera) | P     | Giuseppe Moro     |
|    | Italia (bandiera) | A     | Egidio Morosini   |
|    | Italia (bandiera) | C     | Ivone Nicoletti   |
|    | Italia (bandiera) | C     | Angelo Pellizzari |
|    | Italia (bandiera) | C     | Federico Piovesan |
|    | Italia (bandiera) | A     | Duilio Puppato    |
|    | Italia (bandiera) | A     | Eros Roncarelli   |
|    | Italia (bandiera) | D     | Angelo Venturi    |
|    | Italia (bandiera) | A     | Umberto Visentin  |

## Statistiche di squadra
| Competizione | Punti | In casa | In casa | In casa | In casa | In casa | In casa | In trasferta | In trasferta | In trasferta | In trasferta | In trasferta | In trasferta | Totale | Totale | Totale | Totale | Totale | Totale | DR  |
| Competizione | Punti | G       | V       | N       | P       | Gf      | Gs      | G            | V            | N            | P            | Gf           | Gs           | G      | V      | N      | P      | Gf     | Gs     | DR  |
| ------------ | ----- | ------- | ------- | ------- | ------- | ------- | ------- | ------------ | ------------ | ------------ | ------------ | ------------ | ------------ | ------ | ------ | ------ | ------ | ------ | ------ | --- |
| Serie C      | 21    | ?       | ?       | ?       | ?       | ?       | ?       | ?            | ?            | ?            | ?            | ?            | ?            | 26     | 7      | 7      | 12     | 25     | 43     | -18 |
| Coppa Italia |       | 1       | 1       | 0       | 0       | 3       | 2       | 1            | 0            | 0            | 1            | 1            | 5            | 2      | 1      | 0      | 1      | 4      | 7      | -3  |
| Totale       |       | ?       | ?       | ?       | ?       | ?       | ?       | ?            | ?            | ?            | ?            | ?            | ?            | 28     | 8      | 7      | 13     | 29     | 50     | -21 |